# Belkot
Belkot (nepalski: बेलकोट) – gaun wikas samiti w środkowej części Nepalu w strefie Bagmati w dystrykcie Nuwakot. Według nepalskiego spisu powszechnego z 2001 roku liczył on 1403 gospodarstw domowych i 7776 mieszkańców (3874 kobiet i 3902 mężczyzn).